# Villa Caumont Caimi

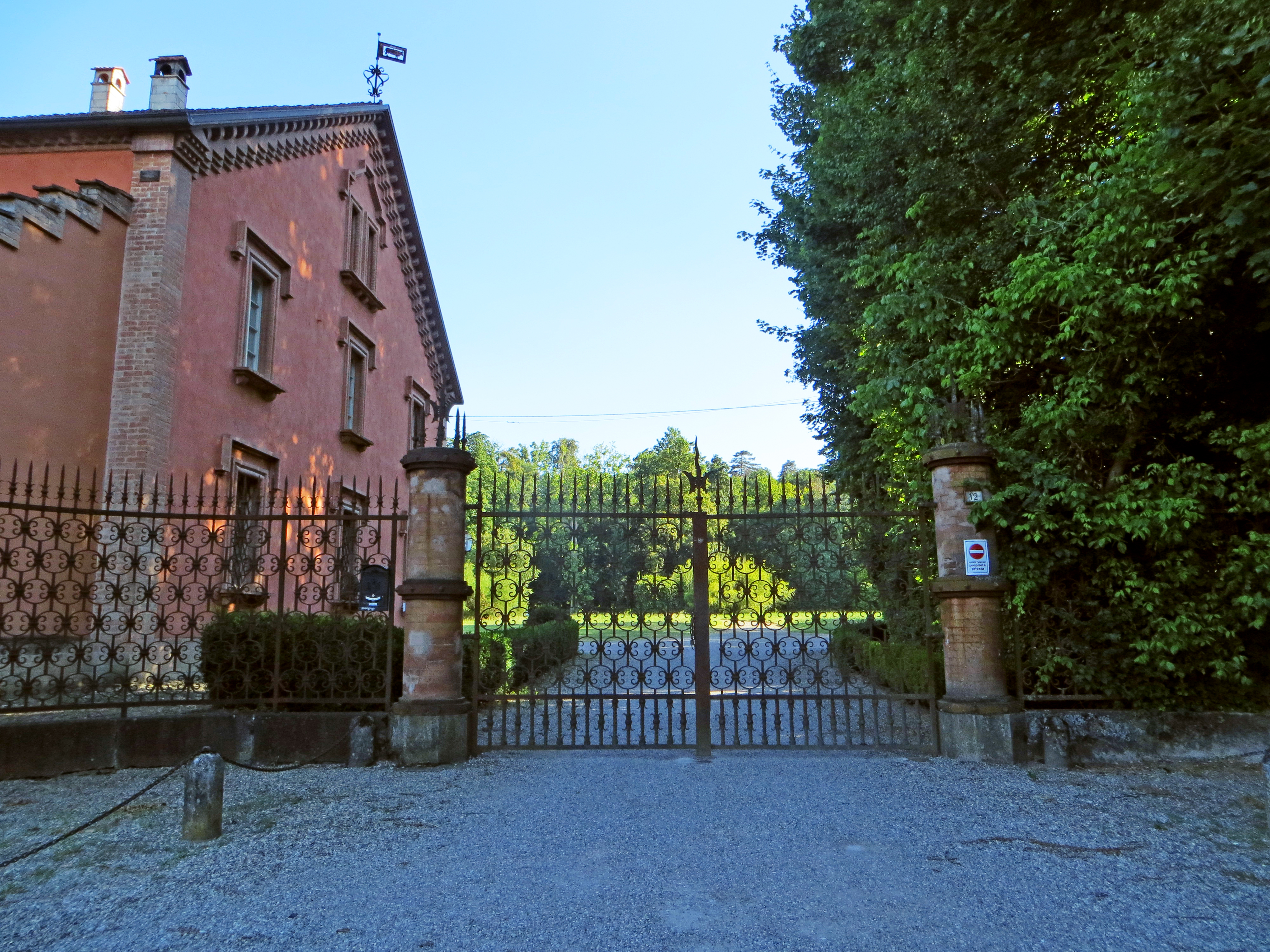
Halbkreisförmiges Einfahrtstor zur Villa Caumont Caimi

Die Villa Caumont Caimi, auch Il Recinto genannt, ist ein klassizistisches Landhaus in der Nähe der ehemaligen Burg Castello di Castellina. Es liegt in der Via Giuseppe Verdi 12 in Felino in der italienischen Region Emilia-Romagna. Die Villa liegt in einem großen Park aus dem 17. Jahrhundert, in dem auch eine Reihe von Nebengebäuden liegen, z. B. die Pferdestallungen aus dem 18. Jahrhundert und der neugotische Stall.

## Geschichte
Das ursprüngliche Landhaus ließen die Grafen Bajardi vermutlich in der ersten Hälfte des 17. Jahrhunderts erbauen; sie waren damals Besitzer eines 15 Hektar großen Stück Landes südlich des Dorfes. Das Hauptgebäude, die landwirtschaftlichen Nebengebäude und der große Park waren schon in der allgemeinen Planimetrie des landwirtschaftlichen Anwesens enthalten, die 1684 anlässlich eines Gerichtsverfahrens angefertigt wurde, das Graf Paolo Camillo Lampugnani, Lehensnehmer von Felino, gegen Graf Paolo Camillo Bajardi anstrengte, der im Jahr vorher mit dem Arbeiten zum Bau einer Umfassungsmauer an den Grenzen seines Besitzes hatte beginnen lassen. Der Streit wurde erst 1687 zu Gunsten von Bajardi entschieden, der die lange Mauer aus Felsengestein fertigstellen ließ; sie existiert noch heute.
Vermutlich um 1780 ließen die Eigentümer das Landhaus umbauen, das bis dahin einen quadratischen Grundriss hatte und mit einem Türmchen in der Mitte ausgestattet war. So erhielt das Haus seine heutige Form. In denselben Jahren wurden auch die angrenzenden Stallungen errichtet.
1821 verkaufte der letzte Graf Paolo Camillo Bajardi das Anwesen an den Bauunternehmer Amedeo Rosazza, der wenige Jahre später verstarb. 1831 waren dessen Söhne gezwungen, „Il Recinto“ erneut zu verkaufen, und zwar an den Grafen Francesco Caimi aus Parma, der das landwirtschaftliche Anwesen erwarb, um es zu seiner Sommerresidenz zu machen. 1839 beauftragte der neue Eigentümer den Architekten Giuseppe Rizzardi Polini mit der Umgestaltung der Fassaden des Landhauses im klassizistischen Stil. Er ließ auch mit der Umgestaltung des Parks und dessen Bereicherung mit exotischen Pflanzen beginnen. Der große Park behielt unverändert die Anlage aus dem 17. Jahrhundert mit Ausnahme einiger kleinerer Änderungen seines Aussehens.
1852 heiratete die Tochter Elisa Caimi, die letzte Erbin der Linie, den Grafen Henri Caumont, der in das Landhaus zog und die Umbauarbeiten im Park fortführen ließ. Er ließ zwei Exemplare des Küstenmammutbaums und weitere Koniferen anpflanzen, die heute noch existieren. In den folgenden Jahren kaufte Caumont weitere Ländereien in der Provinz Parma, um das landwirtschaftliche Anwesen zu erweitern, und 1867 ließ er mit Restaurierungsarbeiten an der Villa beginnen. Einige Innenräume wurden im Stile der Neurenaissance dekoriert, wogegen die Fassaden mit Balustern an der Dachkante und neubarockem Stuck um die Fenster bereichert wurde.
1875 beauftragte Henri Caumont den Baumeister Ludovico Tagliavini mit dem Neubau des Stalls in der Nähe des Eingangs im schweizerisch-neugotischen Stil. Zwei Jahre später kaufte er ein Grundstück auf der anderen Seite der Straße nach San Michele Tiorre, die damals an der Nordfassade der Villa vorbeiführte, um diese mit Genehmigung der Gemeinde Felino 20 Meter nach Norden verlegen zu lassen. So ermöglichte er den Bau des monumentalen Einfahrtstores im neumittelalterlichen Stil durch Tagliavini zwischen dem monumentalen Eingang im Halbkreis und der Straße nach ‚‘San Michelino‘‘. Er ließ dann eine Pappelallee von vor dem Eingang (heute Via Caumont Caimi) anlegen und am Ende der Straße das Casa della Madonnina erbauen, das heute als Casa del Rigoletto bekannt ist und ebenfalls im schweizerisch-neugotischen erstellt ist, wogegen er neben dem Stall einige kleine Nebengebäude errichten ließ, darunter die Wäscherei in Form eines Chalets. In den folgenden Jahren erhöhte er die Produktion von Wein aus dem Weinberg des 17. Jahrhunderts auf dem Hang südlich des Parks.
Der einzige Sohn, Federico Caumont Caimi, Erbe beider jetzt vereinigter Familien, heiratete Maria Pallavicino und zog nach Genua, wobei er das Landgut als Sommerresidenz behielt. Die Gräfin beauftragte 1896 den Maler Achille de Lorenzi mit der Verzierung der Westfassade durch ein Fresko. Von den Fassaden des Landhauses wurden bereits einige Jahre vorher die neubarocken Stuckarbeiten an den Fenstern entfernt.
Um 1920 zerstörte die Reblaus den Sauvignon-Weinberg des Landgutes, der nicht wieder neu angepflanzt wurde.
1940 wurde das lange, neumittelalterliche Einfahrtstor aus Schmiedeeisen als Altmetall für den Bedarf im Zweiten Weltkrieg requiriert und durch eine Wellenmauer ersetzt, sodass nur der Halbkreis am Eingang erhalten blieb.
Später wurden die Innenräume des Landhauses teilweise modernisiert, um sie an die Bedürfnisse der Familie anzupassen, wogegen der Park fast unverändert in seiner ursprünglichen Anlage erhalten blieb.

## Beschreibung
Der große, vollständig mit einer Mauer eingefasste Park erstreckt sich zu Füßen der Hügel und dehnt sich von südlich der Via Giuseppe Verdi bis zur Via Nello Venturini. Die Bauten sind an der Nordgrenze entlang angeordnet, die parallel der Strada Pedemontana verläuft. Von Westen gesehen reihen sich so die ehemaligen Pferdestallungen, das Landhaus und neben dem Eingang in Halbkreisform, der ehemalige Stall und die Nebengebäude auf.

### Landhaus
Das Landhaus hat einen nahezu rechteckigen Grundriss; die Hauptfassade zeigt nach Süden.
Die symmetrische, verputzte Fassade hat drei oberirdische Stockwerke. Der mittlere Baukörper zeigt im Erdgeschoss ein Atrium mit Vorhalle zum Garten hin mit vier breiten Rundbögen. In den oberen Stockwerken sind in regelmäßigen Abständen Fenster mit Stabrahmen eingebaut und an der Dachtraufe sich klassische Baluster, bereichert mit Podesten und Vasen, erheben, die 1867 angebracht wurden. Die Seitenflügel, die ein wenig niedriger sind, haben ebenfalls drei Stockwerke und gleichartige Fenster.
Die Ostfassade ist durch das Haupteingangsportal gekennzeichnet, das mit einer kleinen Vorhalle abgedeckt ist. Auf dem Dach erheben sich drei Dachgauben, die mittlere ist mit einer Turmuhr gekrönt, die 1867 angebracht wurde.
Die Westfassade, die ebenfalls eine Vorhalle hat, ist im Erdgeschoss mit einem großen Fresko verziert, auf dem der „Heilige Georg, der den Drachen tötet“ abgebildet ist. Es wurde 1896 von Achille de Lorenzi geschaffen.

### Stall

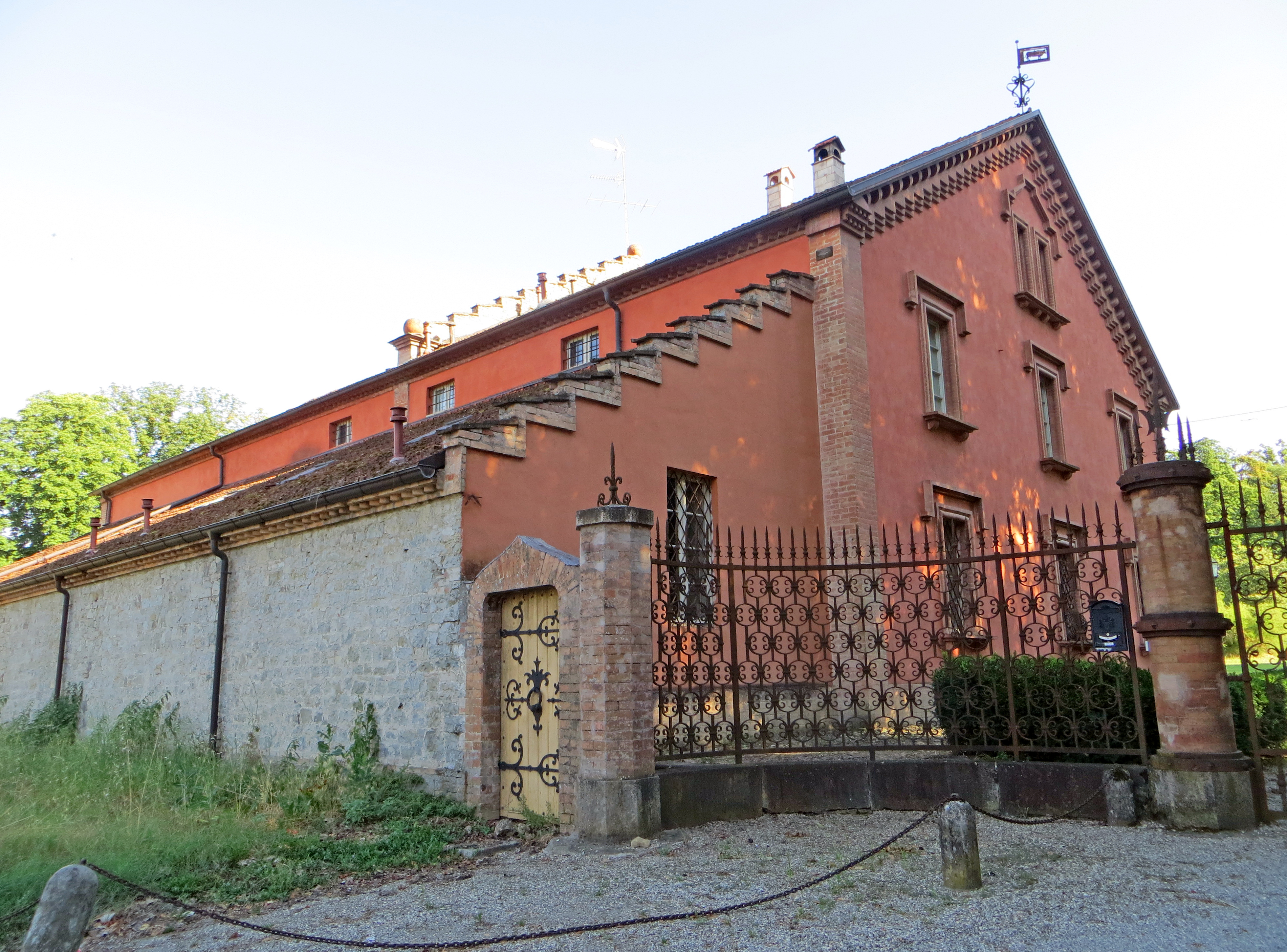
Stall

Der Stall erhebt sich links des halbkreisförmigen Eingangstores und hat einen rechteckigen Grundriss.
Die symmetrische Westfassade des bewohnten Teils zeigt charakteristische, neugotische Verzierungen in Terrakotta, die die drei Fensterreihen übereinander begrenzen, ebenso wie das Leitergesims des Satteldaches. Gleichartige Verzierungen findet man auch auf der gegenüberliegenden Fassade und an der Südfront, wo es ebenfalls eine Vorhalle gibt, diesmal mit Korbbögen, gestützt von Säulen aus Mauerziegeln mit dorischen Kapitellen.
Im Stall wird ein Rechteckgewölbe aus Mauerziegeln von einer Reihe Säulen aus Mauerwerk mit Kegelstumpfkapitellen getragen.

### Park
Der große Park, der vollständig mit einer Umfassungsmauer umgeben ist, die ab 1683 errichtet wurde, erstreckt sich auf der Nordseite in der Ebene und auf der Südseite in leichter Hanglage.
Zahlreiche in Gruppen angeordnete Pflanzen erheben sich in der Nähe der ehemaligen Stallungen des Landhauses, auf dessen Südseite sich eine weite Rasenfläche erstreckt, die sich nach Osten fortsetzt. Weiter südlich bilden die Bäume zwei dichte Waldstücke, die ursprünglich an der Hügelseite von Sauvignon-Weinbergen flankiert waren, die nach 1920 verschwanden.
Östlich der Villa erheben sich zwischen zwei Zedern, zwei Eichen und einem großen Feldahorn zwei alte Küstenmammutbäume, die kurz nach der Mitte des 19. Jahrhunderts gepflanzt wurden. Bis vor Kurzem gab es dort auch eine majestätische Rotfichte.
Im Laubwald findet man zahlreiche exotische Koniferen, darunter eine kanadische Hemlocktanne, verschiedene Exemplare der japanischen Sicheltanne, der Sumpfzypresse und weiterer Eiben verschiedener Provenienz, neben einer spanischen Tanne und einer griechischen Tanne.
Außerdem sticht durch ihre beträchtlichen Dimensionen eine ahornblättrige Platane hervor.
Entlang der Südgrenze erstreckt sich schließlich ein kleiner Kastanienwald.

### Casa del Rigoletto

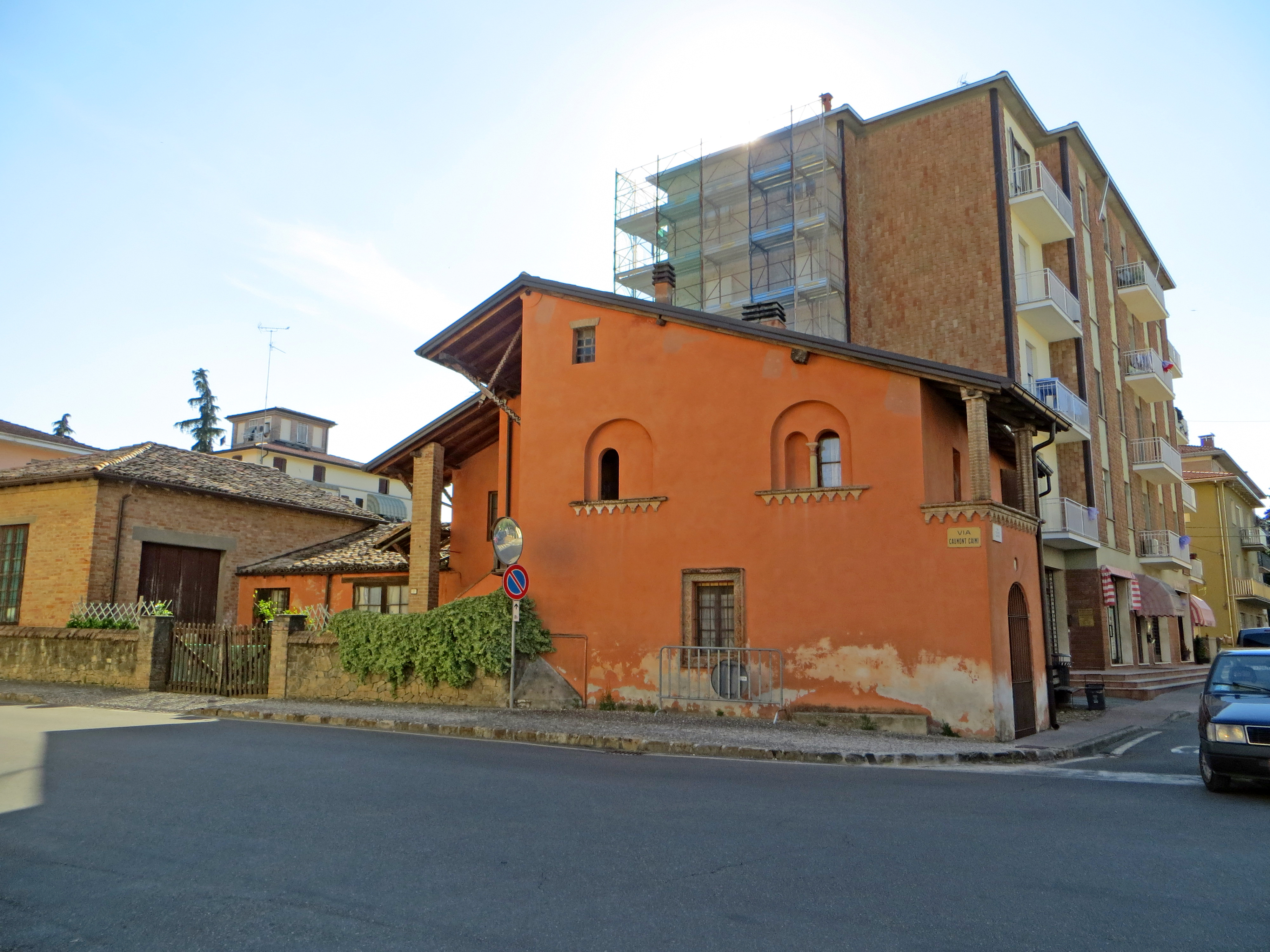
Casa del Rigoletto

Das Casa del Rigoletto, das ursprünglich „Casa della Madonnina“ hieß, weil dort in eine Nische in der Nordostecke eine Ädikula mit einem Madonnenbild vorhanden ist, erhebt sich außerhalb des Parks am Ende der heutigen Via Caumont Caimi an der Ecke zur Via Giosuè Carducci.
Das rustikale Gebäude aus dem 19. Jahrhundert mit einigen nordischen, neugotischen Elementen ist durch seine Verzierungen in Terrakotta gekennzeichnet, die die blinden Doppelfenster der Fassade bereichern, ebenso wie die Gesimse und die Fensterbretter einiger Fenster, des Balkons und des Eingangsportals mit Rundbogen auf der Nordseite.